# Список міністрів економіки України
Список персон, які керували Міністерством економічного розвитку і торгівлі України / Міністерством економіки України / УРСР з 1991 року та Державним секретаріатом торгівлі і промислу ЗУНР.

## Державні секретарі торгівлі і промислу ЗУНР
| № | Час повноважень  | Ім'я               |
| 1 | з листопада 1918 | Литвинович Ярослав |

## Міністр економіки УРСР
| № | Час повноважень                 | Ім'я                          |
| 1 | 21 травня 1991 — 24 серпня 1991 | Мінченко Анатолій Каленикович |

## Міністри економіки України
| №  | Час повноважень                 | Ім'я                          |
| 1  | 24 серпня 1991 — 29 лютого 1992 | Мінченко Анатолій Каленикович |
| 2  | 6 березня 1992 — 11 липня 1992  | Лановий Володимир Тимофійович |
| 3  | 27 жовтня 1992 — 13 квітня 1993 | Пинзеник Віктор Михайлович    |
| 4  | 13 квітня 1993 — 30 серпня 1993 | Банніков Юрій Олександрович   |
| 5  | 30 серпня 1993 — 3 липня 1995   | Шпек Роман Васильович         |
| 6  | 3 липня 1995 — 25 лютого 1997   | Гуреєв Василь Миколайович     |
| 7  | 26 лютого 1997 — 25 липня 1997  | Єхануров Юрій Іванович        |
| 8  | 25 липня 1997 — 21 квітня 1998  | Суслов Віктор Іванович        |
| 9  | 24 квітня 1998 — 31 грудня 1999 | Роговий Василь Васильович     |
| 10 | 31 грудня 1999 — 5 липня 2000   | Тігіпко Сергій Леонідович     |
| 11 | 9 серпня 2000 — 25 червня 2001  | Роговий Василь Васильович     |
| 12 | 10 липня 2001 — 30 серпня 2001  | Шлапак Олександр Віталійович  |

## Міністри економіки та з питань європейської інтеграції України
| №  | Час повноважень                    | Ім'я                           |
| 12 | 30 серпня 2001 — 30 листопада 2002 | Шлапак Олександр Віталійович   |
| 13 | 30 листопада 2002 — 11 січня 2004  | Хорошковський Валерій Іванович |
| 14 | 11 січня 2004 — 3 лютого 2005      | Деркач Микола Іванович         |
| 15 | 4 лютого 2005 — 16 травня 2005     | Терьохін Сергій Анатолійович   |

## Міністри економіки України
| №  | Час повноважень                  | Ім'я                         |
| 15 | 16 травня 2005 — 27 вересня 2005 | Терьохін Сергій Анатолійович |
| 16 | 27 вересня 2005 — 4 серпня 2006  | Яценюк Арсеній Петрович      |
| 17 | 4 серпня 2006 — 21 березня 2007  | Макуха Володимир Олексійович |
| 18 | 21 березня 2007 — 18 грудня 2007 | Кінах Анатолій Кирилович     |
| 19 | 18 грудня 2007 — 11 березня 2010 | Данилишин Богдан Михайлович  |
| 20 | 11 березня 2010 — 10 грудня 2010 | Цушко Василь Петрович        |

## Міністри економічного розвитку і торгівлі України
| №  | Час повноважень                  | Ім'я                                  |
| 21 | 10 грудня 2010 — 14 лютого 2012  | Клюєв Андрій Петрович                 |
| 22 | 23 березня 2012 — 24 грудня 2012 | Порошенко Петро Олексійович           |
| 23 | 24 грудня 2012 — 27 лютого 2014  | Прасолов Ігор Миколайович             |
| 24 | 27 лютого 2014 — 2 вересня 2014  | Шеремета Павло Михайлович             |
| —  | 3 вересня 2014 — 8 жовтня 2014   | Максюта Анатолій Аркадійович (т.в.о.) |
| —  | 8 жовтня 2014 — 2 грудня 2014    | Пятницький Валерій Тезійович (т.в.о.) |
| 25 | 2 грудня 2014 — 14 квітня 2016   | Абромавичус Айварас                   |
| 26 | 14 квітня 2016 — 29 серпня 2019  | Кубів Степан Іванович                 |

## Міністри розвитку економіки, торгівлі і сільського господарства України
| №  | Час повноважень                   | Ім'я                            |
| 27 | 29 серпня 2019 — 4 березня 2020   | Милованов Тимофій Сергійович    |
| —  | 10 березня 2020 — 17 березня 2020 | Кухта Павло Андрійович (т.в.о.) |
| 28 | 17 березня 2020 — 18 травня 2021  | Петрашко Ігор Ростиславович     |
| 29 | 20 травня 2021 — 21 травня 2021   | Любченко Олексій Миколайович    |

## Міністри економіки України
| №  | Час повноважень                  | Ім'я                         |
| 29 | 21 травня 2021 —3 листопада 2021 | Любченко Олексій Миколайович |
| 30 | 4 листопада 2021 — 16 липня 2025 | Свириденко Юлія Анатоліївна  |